# The Haunted Valley

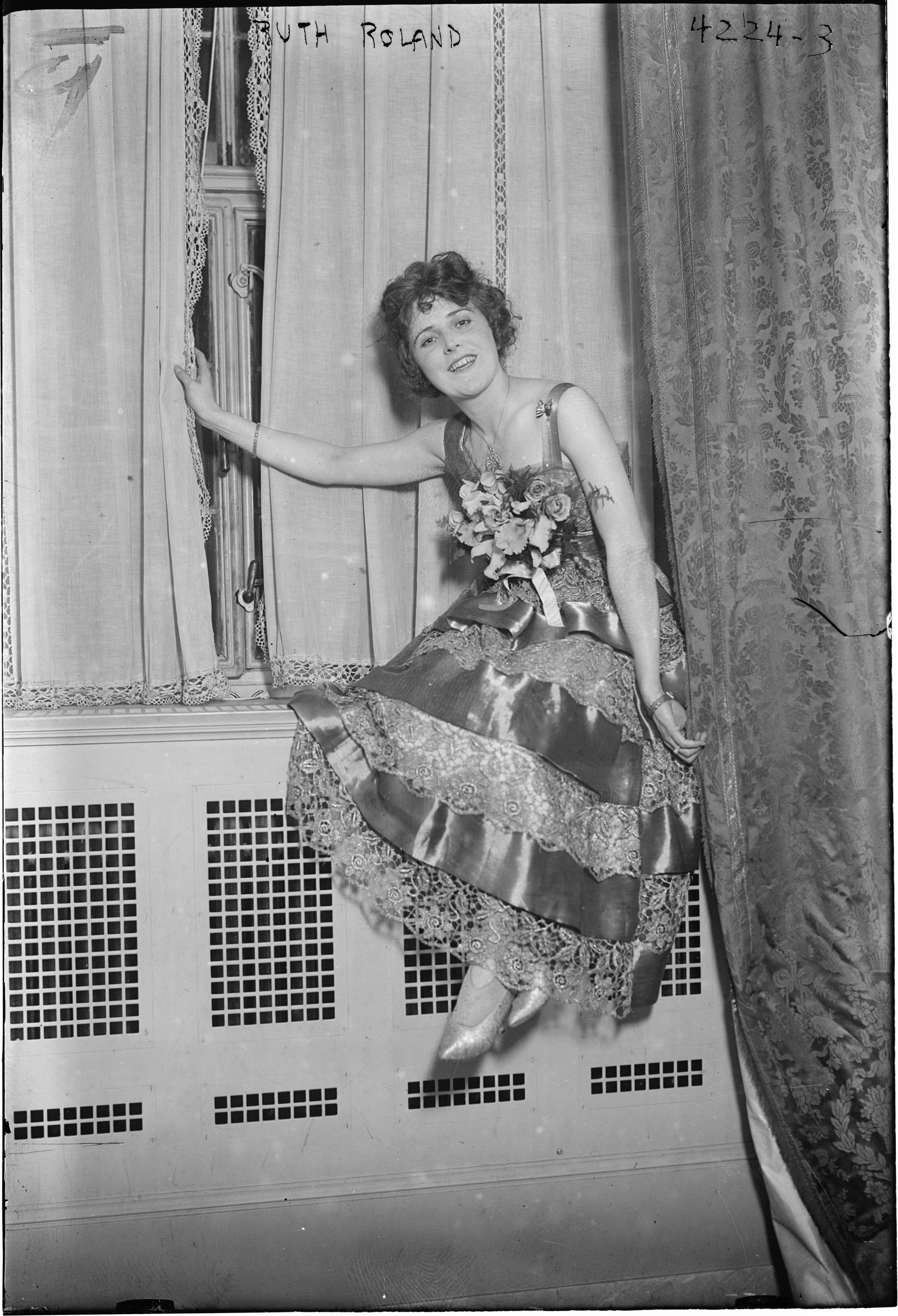
Ruth Roland, produtora e estrela do seriado.

The Haunted Valley é um seriado estadunidense produzido em 1923, gênero aventura, dirigido por George Marshall, em 15 capítulos, estrelado por Ruth Roland, Jack Dougherty, Larry Steers e Francis Ford. Produzido pela Ruth Roland Serials e distribuído pela Pathé Exchange, veiculou nos cinemas estadunidenses entre 6 de maio e 12 de agosto de 1923.
Este seriado é considerado perdido. Fragmentos existem na UCLA Film and Television Archive (apenas o episódio 6).

## Sinopse
Uma fazendeira pede 1 milhão de dólares ao banco para construir uma represa para irrigar Haunted Valley. O contrato especifica que, se ela não tiver a construção acabada e reembolsar o empréstimo em três meses, o banco ficaria com seu rancho, a represa e todo o vale. O banqueiro pretende, portanto, certificar-se de que ela não terminará a barragem a tempo.

## Elenco
- Ruth Roland	 ...	Ruth Ranger
- Jack Dougherty	 ...	Eugene Craig (creditado Jack Daugherty)
- Larry Steers	 ...	Henry Mallinson
- Eulalie Jensen	 ...	Vivian Delamar
- Aaron Edwards	 ...	Denslow
- William Ryno	 ...	Weatherby
- Francis Ford	 ...	Sharkey
- Edouard Trebaol	 ...	Dinny
- Noble Johnson

## Capítulos
1. Bound to the Enemy
2. Adventure in the Valley
3. Imperiled at Sea
4. Into the Earthquake Abyss
5. The Fight at Lost River Dam
6. Brink of Eternity
7. Midnight Raid
8. Radio Trap
9. Ordeal of Fire
10. The 100th Day
11. Called to Account
12. Double Peril
13. To Hazardous Heights
14. In Desperate Flight
15. Disputed Treasure

Fonte: 